# جون آدامز (ضابط)
جون آدامز (بالإنجليزية: John Adams)‏ هو ضابط أمريكي، ولد في 1 يوليو 1825 في ناشفيل في الولايات المتحدة، وتوفي في 30 نوفمبر 1864 في فرانكلين في الولايات المتحدة.